# 지아 만테냐
지아 만테냐(영어: Gia Mantegna 지아 만테이니아[*], 영어 발음: /mɑːnˈteɪnjə/, 1990년 4월 17일 ~ )는 미국의 배우이다. ABC 시트콤 《헤크 패밀리》에 데빈 레빈 역으로 출연하였다. 

## 출연 작품

### 영화
- Uncle Nino (2003)
- 완벽한 그녀에게 딱 한가지 없는 것 (2004)
- 성탄절 전야의 공항 대소동 (2006)
- 이웃 (2007, The Neighbor)
- 인 더 랜드 오브 우먼 (2007)
- All I Want for Christmas (2007)
- 다크니스 (2010)
- 프로즌 그라운드 (2012)
- 엠파이어 스테이트 (2013)
- 스콰터스 (2014, Squatters)
- 더 프린스 (2014)
- 애스크 미 애니씽 (2014, Ask Me Anything)

### 텔레비전
- 미국 십대의 비밀생활 (2008-09)
- 크리미널 마인드 (2008, 2017)
- 헤크 패밀리 (2014-17)